# Martin von Baumgartner
Martin von Baumgartner (* 11. November 1473 in Kufstein; † 1535 ebenda) war ein Bergwerksbesitzer und Palästinafahrer.
Martin von Baumgartner war ein Sohn des Kaufmanns und Bergwerksbesitzers Hanns Baumgartner und dessen Ehefrau Elisabeth Soiter. Er konnte die vom Vater übernommenen Bergwerke nicht halten, sondern verlor sie an die Familie der Fugger. Er war danach von der Regierung in das oberste Bergmeisteramt eingesetzt. Baumgartner unternahm 1507/08 eine Pilgerreise nach Palästina, deren Reisebeschreibung von seinem Begleiter Georg, der 1541 als Prior der Kartause Gaming starb, herausgegeben wurde.
1522 wandte sich Baumgartner dem Protestantismus zu und trat in Briefwechsel mit Martin Luther.
Die Grabplatte Baumgartners ist auf dem früheren Stadtfriedhof in Kufstein (Pfarrplatz) in eine Wand eingelassen. „Stolz präsentiert sich dabei der Bürgersohn in einer Rüstung seiner Zeit.“